# Hillsboro (Oregon)

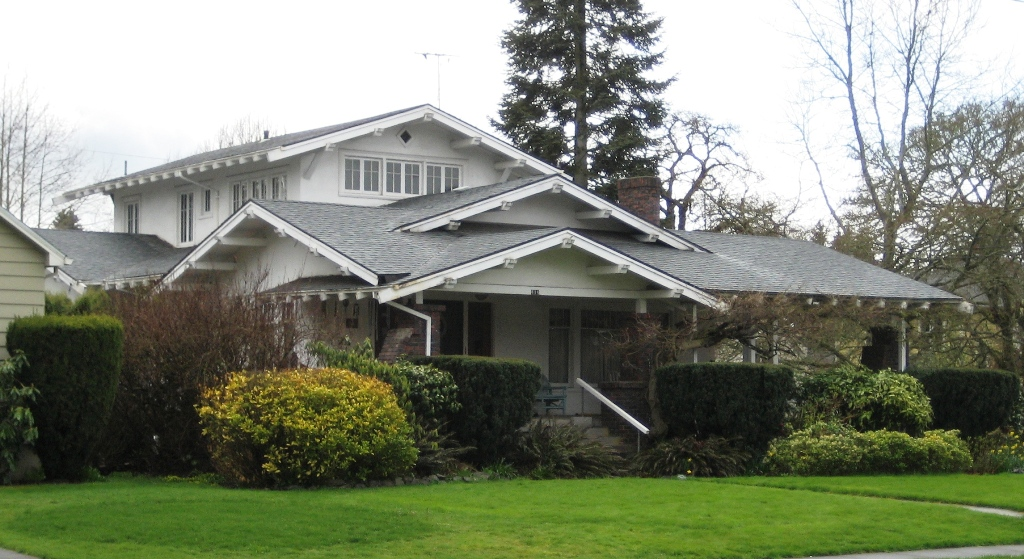
Edward Schulmerich House

Hillsboro ist eine Stadt im Washington County, US-Bundesstaat Oregon. Sie ist County Seat des Countys, hat 106.447 Einwohner (Census 2020) und liegt in der Metropolregion Portland (Metropolitan Statistical Area Portland-Vancouver-Hillsboro), deren Einwohnerzahl das U.S. Census Bureau mit über 2,4 Millionen angibt.

## Geographie
Die Stadt liegt im Tal des Tualatin River, der die südliche Stadtgrenze bildet. Portland liegt etwa 25 Kilometer östlich, dazwischen ist die Gemeinde Beaverton. Befährt man den Tualatin Valley Highway in Hillsboro, hat man bei gutem Wetter eine einzigartige Sicht auf den Gebirgsstreifen Richtung Küste und in der entgegengesetzten Richtung den Blick auf den Vulkan Mt. Hood.

## Einwohnerentwicklung
Die Stadt wächst rasant, die Einwohnerzahl hat sich zwischen 1980 und 2020 fast vervierfacht:
| Jahr | Einwohner¹ |
| ---- | ---------- |
| 1980 | 27.664     |
| 1990 | 37.520     |
| 2000 | 70.259     |
| 2010 | 92.158     |
| 2020 | 106.447    |

¹ 1980–2020: Volkszählungsergebnisse

## Geschichte
Hillsboro wurde in den 1840er Jahren von David Hill gegründet, bestand damals aber noch aus den zwei Orten East Tualatin Plains und Columbia. Nach dem Tode Hills wurde sie zu seinen Ehren in Hillsborough umbenannt; der Name wurde später zur heutigen Form vereinfacht.
In den vergangenen Jahren haben sich vor allem High-Tech-Unternehmen in der Gegend niedergelassen, die daher auch „Silicon Forest“ genannt wird. In Hillsboro sorgen große Firmen wie Nike, Fujitsu, Epson, SolarWorld, TriQuint Semiconductor, NEC, Maxim Integrated Products oder Intel für Arbeitsplätze. Sun Microsystems High-End Operations und Lattice Semiconductor Corporation haben ihren Sitz in Hillsboro.

## Veranstaltungen und Sehenswürdigkeiten
In jedem Jahr lockt die „Washington County Fair“, eine Mischung aus Viehmarkt, Kirmes und buntem Programm, zahlreiche Besucher aus der Umgebung nach Hillsboro. Eine weitere Attraktion ist die ebenfalls jährlich stattfindende „Oregon International Airshow“.

### Registered Historic Places
Im Stadtgebiet von Hillsboro befinden sich einige in das National Register of Historic Places (NRHP) eingetragene Objekte, darunter die nördlich der Stadt gelegene, 1876 fertiggestellte Tualatin Plains Presbyterian Church oder die Imbrie Farm, zu der ein 1866 erbautes Haus und ein Stall gehören, die durch McMenamins in ein Brauhaus. umgewandelt wurden. Das Harold Wass Ray House befindet sich in der Nähe der Intel gehörenden Hawthorne Farm. Im Stadtzentrum befinden sich auch das 1923 erbaute Zula Linklater House, das Rice-Gates House von 1890, das um 1915 entstandene Edward Schulmerich House und das etwa 1908 erbaute Charles Shorey House (circa 1908). Das Richard and Helen Rice House befindet sich im nördlichen Teil der Stadt. Das alte Washington County Jail befand sich ursprünglich auf dem Gelände der Washington County Fairgrounds, wurde aber 2004 in das Washington County Museum umgesiedelt und renoviert. Etwa zehn Gebäude auf der Manning-Kamna Farm wurden 2007 in das NRHP eingetragen, manche davon stammen aus dem Jahr 1883.

## Söhne und Töchter der Stadt
- Phil Haynes (* 1961), Schlagzeuger, Komponist und Bandleader
- Kelly AuCoin (* 1967), Schauspieler
- Savannah Outen (* 1992), Sängerin
- Sydney Collins (* 1999), Fußballspielerin

## Sonstiges
Hillsboro pflegt eine Städtepartnerschaft mit Fukuroi (Japan).